# Skaup
Skaup ist ein etwa fünf Kilometer nördlich gelegener Ortsteil der sächsischen Stadt Großenhain im Landkreis Meißen. Durch den in der Niederung der Großen Röder gelegenen Ort führt die Kreisstraße 8510, von  welcher in Höhe der Ortslage die Kreisstraße 8511 in Richtung Skäßchen abzweigt und die nur wenige hundert Meter westlich des Ortes in die Bundesstraße 101 mündet.
Naturräumlich befindet sich Skaup in der Großenhainer Pflege.

## Geschichte

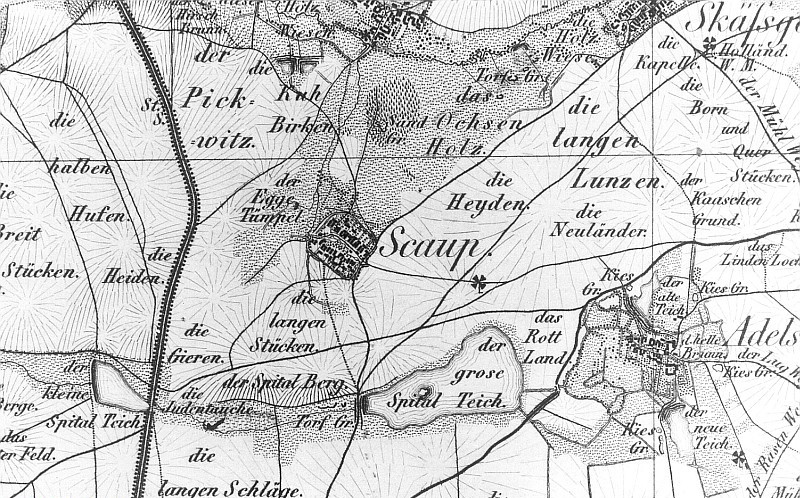
Skaup auf einer aus dem Jahre 1841 stammenden Landkarte

| 1834 | 93  |  | 1925 | 132 |  | 2014 | 109 |
| 1871 | 134 |  | 1939 | 103 |  |      |     |
| 1890 | 143 |  | 1946 | 227 |  |      |     |
| 1910 | 124 |  | 1950 | 173 |  |      |     |

### Ursprung und erste urkundliche Erwähnung
Erste Funde menschlicher Besiedlung in der Gemarkung stammen aus der mittleren Bronzezeit. Skaup selbst ist ursprünglich eine slawische Gründung. Eine erste urkundliche Erwähnung des Straßenangerdorfes erfolgte im Jahre 1263 als Skup. Weitere Ortsnamensformen im Laufe der Zeit waren Schaupp (1540), Scaupa (1551), Schauppau (1555) und Skaupe (1824). Der Name bedeutet so viel wie ‚nasses Gelände‘.
Der heutige Ort ist überwiegend von Dreiseitenhöfen geprägt, welche sich um den alten Dorfanger reihen. Entstanden war er im Jahre 1322 auf einer wüst gefallenen Dorfstätte. Skaup gehörte zu jener Zeit zur sogenannten Pflege Hayn, dem späteren Amt Großenhain. Seine Größe wurde 1406 mit 14 Hufen und einen wüsten Garten angegeben. Im Jahre 1551 soll er 15 besessene Mann gehabt haben. Die Ortsgröße änderte sich im Laufe der Zeit wohl kaum, denn auch 1557 wurde diese noch mit 14 Hufen angegeben. Eingepfarrt waren die Dorfbewohner von Skaup in die Kirchgemeinde des benachbarten Dorfes Skäßchen.
Schwer in Mitleidenschaft wurde der Ort während des Dreißigjährigen Krieges. Die Folgen waren in Skaup noch lange Zeit zu spüren. Sechs im Jahre 1668 als brach liegend erwähnte Hufen, lagen der Überlieferung nach noch mehrere Jahrzehnte wüst. Sie wurden zwischenzeitlich zur Gemeindehutung genutzt. Außerdem galten die Skauper Dorfbewohner als sehr arm.

### Jüngere Vergangenheit

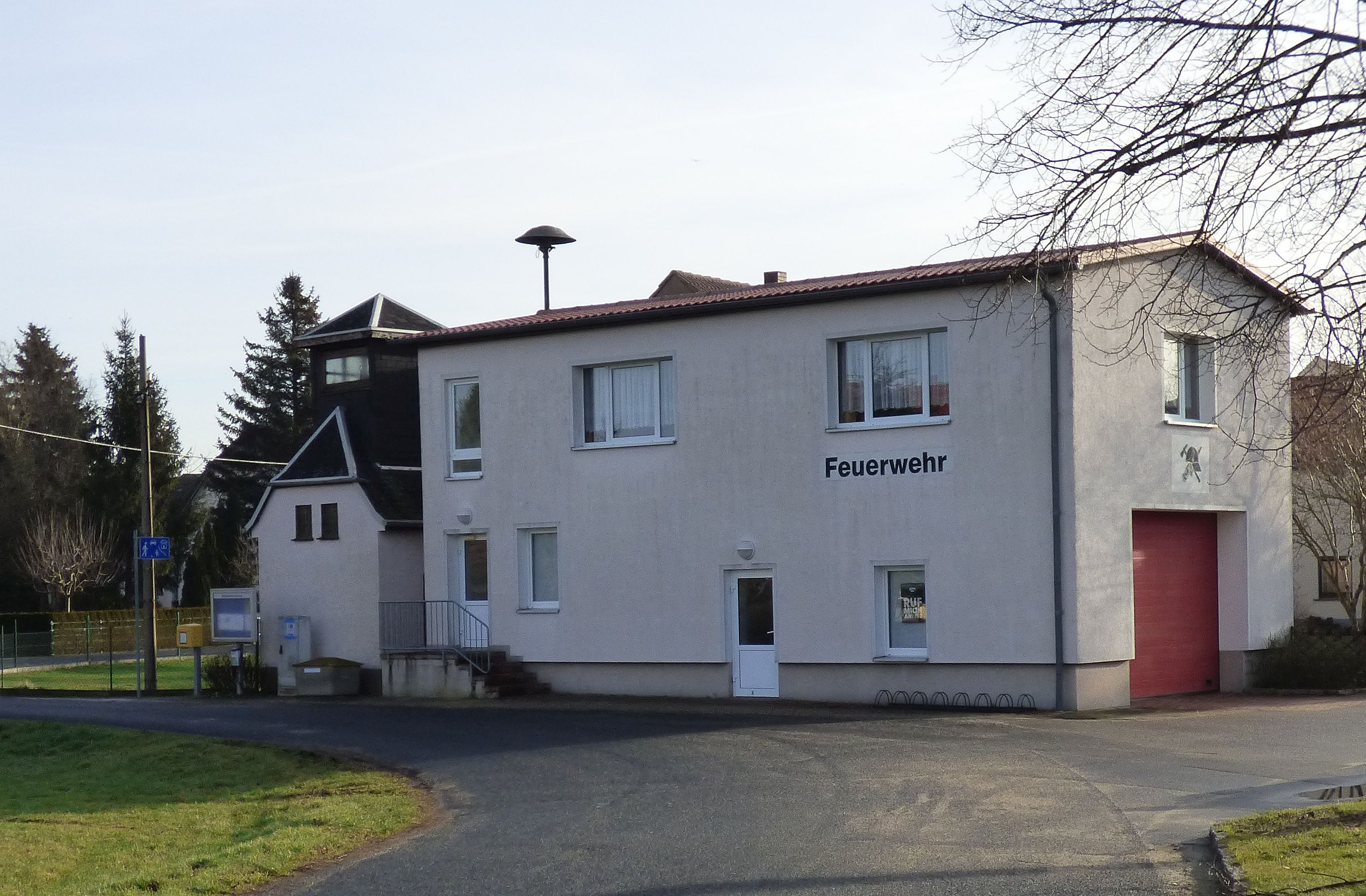
Feuerwehrhaus der Freiwilligen Feuerwehr

Im Zweiten Weltkrieg hatte der etwas nördlich des Großenhainer Flugplatzes gelegene Ort, wie auch andere umliegende Dörfer von Großenhain, schwere Zerstörungen zu beklagen, als man hier unter Beschuss geriet. Die Stadt Großenhain selbst wurde dann letztlich Ende April 1945 kampflos an die Rote Armee übergeben.
Unter anderem als Folge der schweren Brandschäden des Krieges wurde Anfang 1948 in Skaup die Freiwillige Feuerwehr Skaup gegründet, dessen Mitglieder sich nicht nur für die Belange der Feuerwehr, sondern auch bei weiteren Projekten im Ort engagierten. So entstand 1963 am Dorfteich ein Feuerwehrhaus. Man beteiligte sich am Bau der örtlichen Abwasser- und Trinkwasserleitung und Ende der 1970er Jahre am Abriss des alten Gemeindehauses. Dem folgte anschließend ein Neubau, in welchem ein Versammlungsraum und eine Konsum-Verkaufsstelle integriert wurden, wieder unter Beteiligung von Mitgliedern der Feuerwehr.
1960 kam es im landwirtschaftlich geprägten Skaup zur Gründung einer Landwirtschaftlichen Produktionsgenossenschaft (LPG) des Typs I, wozu von den Bauern der gesamte Boden eingebracht werden musste. Zunächst hatte die örtliche LPG, die den Namen Goldene Ähre erhielt, 17 Mitglieder. Zwanzig Jahre später schloss diese sich dann 1980, ebenso wie die Landwirtschaftlichen Produktionsgenossenschaften in Strauch (Typ I) und Uebigau (Typ III), mit der Landwirtschaftlichen Produktionsgenossenschaft Freies Leben in Skäßchen zusammen. In diese LPG des Typs III musste von den Bauern nun der gesamte landwirtschaftliche Betrieb mit Boden, Vieh, Maschinen und Gebäuden eingebracht werden.
Als unmittelbar nach der Wende in der ehemaligen DDR am 20. Juli 1990 das Landwirtschaftsanpassungsgesetz in Kraft trat, wurde in der Folgezeit auch die LPG Freies Leben aufgelöst. Die Nachfolgegenossenschaft firmiert in der Gegenwart als Agrargenossenschaft Skäßchen.

### Eingemeindungen
Eine erste Eingemeindung erfuhr der Ort im Jahre 1960, als man sich mit der nur wenig größeren Nachbargemeinde Skäßchen sowie den beiden Nachbardörfern Krauschütz und Uebigau zusammenschloss. 1994 wurde Skaup dann gemeinsam mit den anderen Ortsteilen der Gemeinde nach Zabeltitz eingemeindet. Gemeinsam mit Zabeltitz und dessen anderen Ortsteilen folgte schließlich 2010 nach einem Bürgerentscheid die Eingemeindung ins benachbarte Großenhain.

## Verkehr
Die Bundesstraße 101 führt an Skaup vorbei. Zwei Buslinien verbinden Skaup unter anderem mit Blochwitz, Zabeltitz und Großenhain.